# Anselm Hollo
Anselm Hollo (ur. 12 kwietnia 1934, zm. 29 stycznia 2013) – fiński poeta i tłumacz.
Anselm Hollo napisał ponad trzydzieści książek, w tym zbiór esejów Caws & Causeries oraz Notes on the Possibilities and Attractions of Existence: New and Selected Poems 1965-2000, który otrzymał nagrodę Book Award San Francisco Poetry Center za 2001 r. Jego wiersze znalazły się w wielu antologiach i były przetłumaczone na języki: fiński, francuski, niemiecki, szwedzki i węgierski, a przekład Trylogii Pentii Saarikoskiego otrzymał w 2004 r. nagrodę im. Harolda Mortona Landona za tłumaczenie, przyznawaną przez Akademię Poetów Amerykańskich. Był laureatem National Endowment for the Arts Fellowship in Poetry, dwóch stypendiów The Fund for Poetry oraz nagrody rządu Finlandii dla wybitnego tłumacza zagranicznego. Od 1967 r. mieszkał w Stanach Zjednoczonych, wykładał poetykę i przekład na uczelniach wyższych. Był profesorem pisania i poetyki na Uniwersytecie Naropa w Boulder (Kolorado), gdzie mieszkał z żoną, artystką wizualną Jane Dalrymple-Hollo.